# Bands
Bands è un singolo del rapper statunitense Comethazine, pubblicato il 30 gennaio 2018.

## Tracce
1. Bands – 1:38